# Nectarinia
A Nectarinia a madarak osztályának a verébalakúak (Passeriformes) rendjébe, ezen belül a nektármadárfélék (Nectariniidae) családjába tartozó nem. A nembe tartozó fajok egy részét egyes szervezetek a Chalcomitra nembe sorolják. 

## Rendszerezésük
A nemet Johann Karl Wilhelm Illiger német zoológus és entomológus írta le 1811-ben az alábbi fajok tartoznak ide:
- Bocage-nektármadár (Nectarinia bocagii[2] vagy Chalcomitra bocagii)[1]
- bíborhasú nektármadár (Nectarinia purpureiventris[2] vagy Chalcomitra purpureiventris)[1]
- Tacazze-nektármadár (Nectarinia tacazze[2] vagy Chalcomitra tacazze)[1]
- bronzfényű nektármadár (Nectarinia kilimensis[2] vagy Chalcomitra kilimensis)[1]
- malachit-nektármadár (Nectarinia famosa)
- lobélia-nektármadár (Nectarinia johnstoni)

A nembe tartozó fajok egy részét egyes szervezetek a Chalcomitra nembe sorolják.